# Wołczyn
Wołczynⓘ (em alemão: Konstadt) é um município no sudoeste da Polônia, localizado na voivodia de Opole, no condado de Kluczbork e é a sede da comuna urbano-rural de Wołczyn.
Estende-se por uma área de 7,5 km², com 5 300 habitantes, segundo o censo de 31 de dezembro de 2024, com uma densidade populacional de 710 hab./km².

## Localização
Wołczyn está situada na Planície silesiana.
A cidade tem uma ligação rodoviária e ferroviária com Kluczbork (12 km), Breslávia, Opole, Lubliniec, Kępno e também com Poznań. A estrada nacional n.º 42 Kluczbork-Namysłów e a linha ferroviária Lubliniec-Breslávia passam pela cidade.
Historicamente, Wołczyn pertenceu à Baixa Silésia, como todo o Ducado de Oleśnica. Atualmente, tem mais conexões com Opole, devido à sua afiliação territorial à voivodia de Opole.
Segundo dados de 1 de janeiro de 2011, a área da cidade era de 7,50 km².

## Toponímia

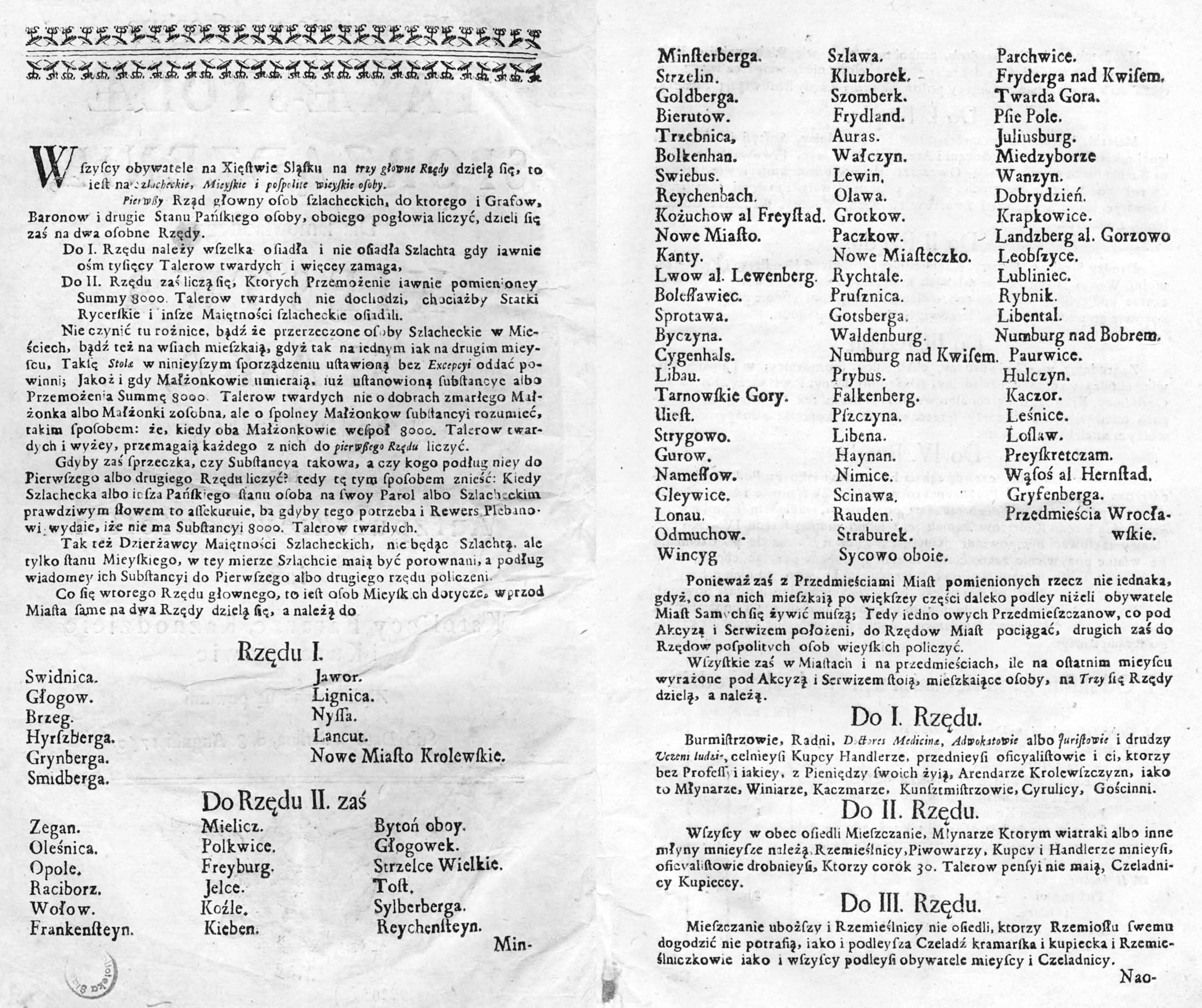
Wołczyn sob o nome de Wałczyn entre outros nomes de cidades da Silésia em um documento oficial prussiano de 1750 emitido em polonês em Berlim.

O nome da cidade é provavelmente derivado do nome polonês do animal — wół (boi). Como outras cidades da Silésia de Wołów e Byczyna, pode estar relacionado à criação de gado, bem como ao comércio desses animais e seus produtos.
No livro latino Liber fundationis episcopatus Vratislaviensis (Livro da fundação do episcopado de Breslávia) escrito durante os tempos do bispo Henryk de Wierzbno nos anos 1295–1305, a vila é mencionada na forma latina de Welczyn. Em 1613, o regionalista e historiador da Silésia Mikołaj Henel, de Prudnik, mencionou a cidade em seu trabalho sobre a geografia da Silésia intitulado Silesiographia dando seu nome em latim: Constadium, Cuncestadia
Ele também está listado nas crônicas de Wurzba e Jerałcice. Com a fundação sob a lei alemã e a chegada de colonos alemães, eles chamaram a cidade de Kunzestad — do nome do fundador da cidade — Kunzo Wilrycha. Segundo o professor alemão Heinrich Adamy, o nome alemão deriva do nome Konrad. Em seu trabalho sobre os nomes de lugares na Silésia, publicado em 1888 em Breslávia, ele menciona o nome Constadt, dando seu significado “Stadt des Conrad”, que significa “Cidade de Konrad” em português.
Em 1750, o nome Wałczyn foi mencionado na redação polonesa do nome por Frederico II entre outras cidades da Silésia em uma ordem oficial emitida para os habitantes da Silésia. Na lista alfabética de lugares na Silésia, emitida em 1830 em Breslávia por Johann Knie, o lugar aparece sob o nome alemão Constadt e o polonês Wołczin no fragmento “poln. Wołczin genannt...” e “Wołczin, polnischer Name von Konstadt, einer Stadt Kr. Kreuzburg”. Outro censo geográfico e topográfico de cidades na Prússia publicado em 1835, cujo autor é J.E. Muller observa “Constadt (polonês: Wołczin)”.
O nome histórico polonês da cidade na forma de Wałczyn no livro “Um breve esboço da geografia da Silésia para a ciência inicial” publicado em Głogówek em 1847 foi mencionado pelo escritor silesiano Józef Lompa. Após a Segunda Guerra Mundial, a administração polonesa deu à cidade o nome polonês de Wołczyn. A descrição topográfica da Alta Silésia de 1865 menciona a cidade sob o nome alemão Constadt, e também menciona o nome polonês atualmente usado Wołczyn no fragmento “Der polnische Name ist Wołczin”.

## História

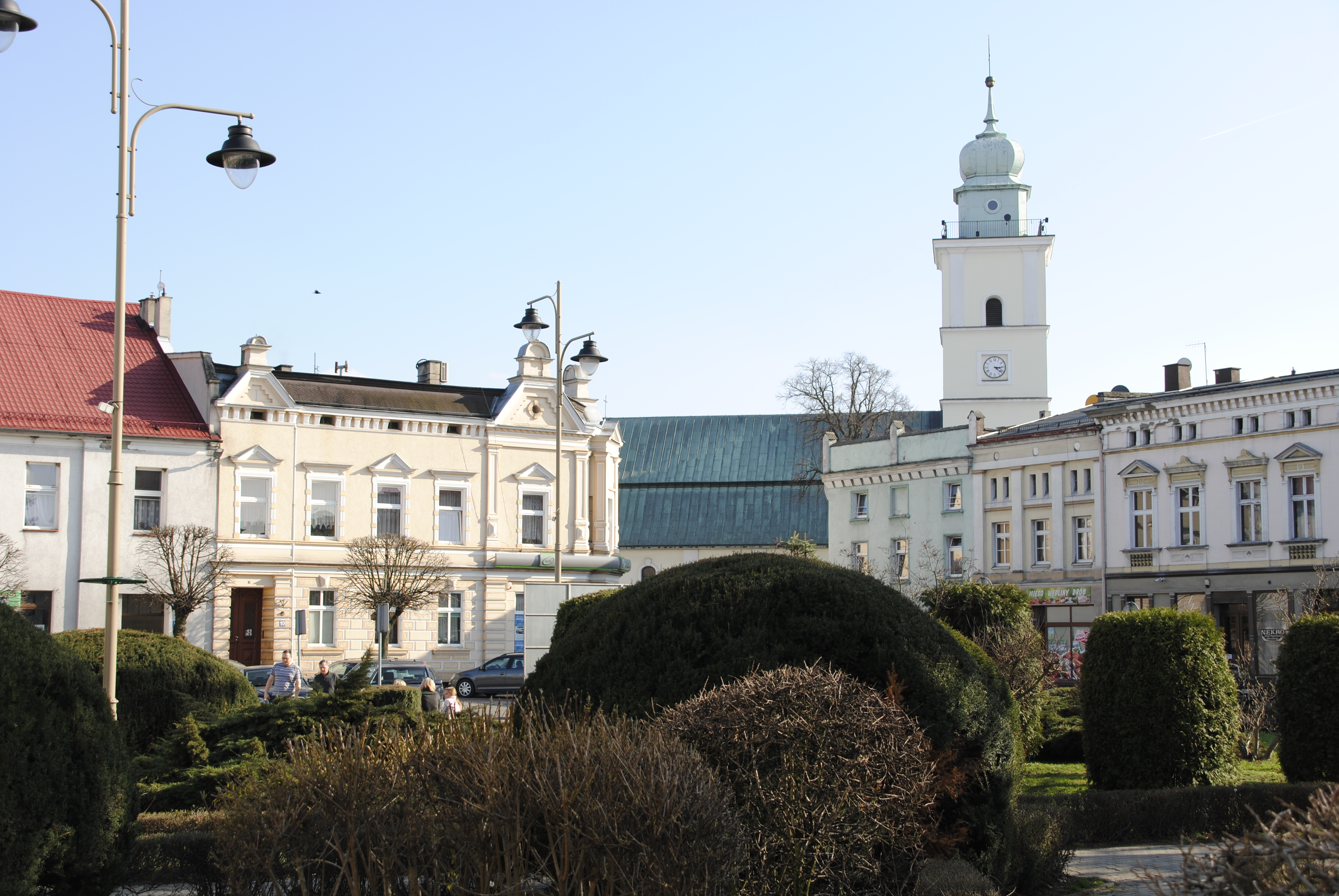
Praça principal com a igreja de Santa Teresa de Lisieux ao fundo

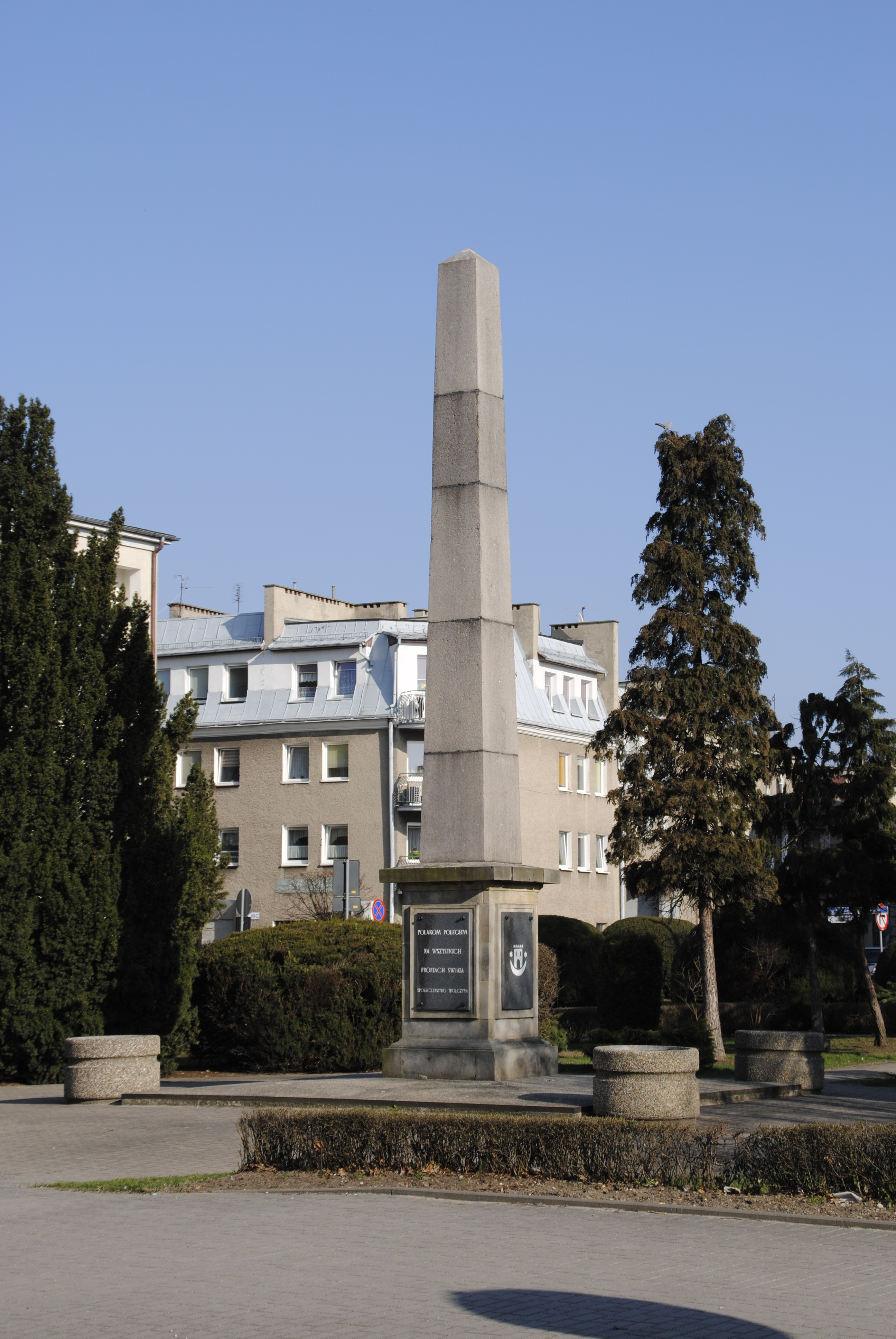
Obelisco para os poloneses mortos nos conflitos

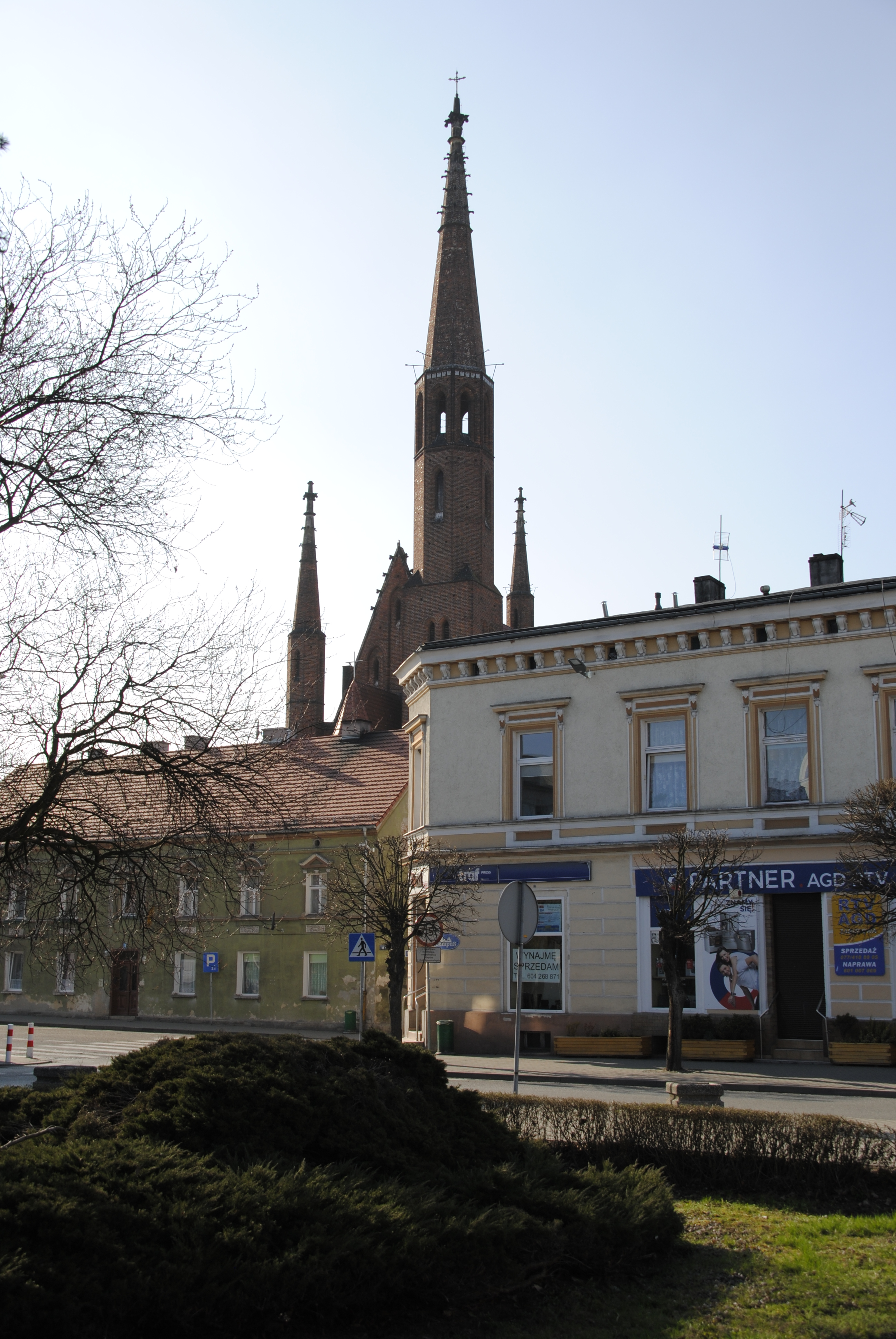
Praça principal com a igreja da Imaculada Conceição ao fundo

A primeira menção nos documentos sobre a existência de um assentamento no lugar da atual Wołczyn é o ato de outorgar ao príncipe Henrique III da Silésia direitos de cidade em 22 de janeiro de 1261. De acordo com esses documentos, no entanto, a cidade deveria se chamar Vale dos Príncipes (Füerstental) em homenagem ao seu fundador. O nome, entretanto, não pegou. Zanim Kunzo, um locatário de terras chamado por Henrique III da “grande floresta”, recebeu uma ordem dele para fundar o assentamento, que deveria funcionar como um mercado por muitos anos. Desta forma ele percorreu a rota comercial Cracóvia — Kluczbork — Breslávia para escolher sua localização. Com a concessão de direitos, a cidade ganharia 100 voloks (unidade de medida de terra medieval equivalente a 17,955 hectares) de campos, 10 anos livre de impostos e novas leis de mercado. A cidade, então chamada de Kunzestad nunca foi cercada por muralhas defensivas, daí a torre de vigia de madeira em seu brasão. Até o século XVII, Kunzestad estava se desenvolvendo com sucesso. A população vivia da agricultura, do artesanato e do comércio. A guilda dos sapateiros era a mais numerosa — no final do século XVIII contava com mais de 70 artesãos e a população total era de 800 habitantes. A produção agrícola e o artesanato eram vendidos em 5 feiras anuais e também exportados para a Grande Polônia. Até 1495, Wołczyn era uma cidade principesca de sucessivas Dinastias piastas: Brzeg, Świdnica e Opole. Depois de 300 anos, passou para mãos privadas — para a família do magnata Posadowski, depois para as mãos dos reis prussianos, Frederico II e Frederico III.
A cidade foi povoada várias vezes: no século XV por colonos hussitas, no século XVII — após ser devastada por epidemias e incêndios em 1432, 1581, 1588, 1627 e 1633 — também por irmãos poloneses expulsos da Polônia. No século XVI, aqui se instalou uma escola municipal conhecida no país pelo alto nível de escolaridade, que nos séculos XVIII e princípios do século XIX abrigou um conhecido pró-seminário para evangélicos poloneses, posteriormente transferido para Kluczbork. Durante o reinado dos reis prussianos, a cidade recebeu seu estatuto e o cargo de vigia da cidade. Após os anos difíceis de crise econômica e emigração econômica em massa de residentes, a situação começou a melhorar depois que a ferrovia foi trazida para Kluczbork. Em meados do século XIX, foi inaugurado aqui o maior — na época — tecelagem de linho. No período entre guerras, uma fábrica foi adicionada de fibras de cânhamo, muito usada na produção de papel. Havia também duas pequenas cervejarias, uma destilaria e em 1893 — uma fábrica de levedura — o núcleo da atual fábrica da Lesaffre Bio Corporation (antiga: Fábrica de Levedura da Silésia “Polmos”), abastecendo um quarto do país com seus produtos. Em 1904, uma usina de gás foi construída e as ruas foram iluminadas.
Em 1796, Wołczyn tinha 893 habitantes, em 1939 - 3 899 e em 2001 - 6 497.
A descrição topográfica da Alta Silésia de 1865 registra as relações populacionais na região do fragmento — Der Abstammung nach ist die Bevolkerung aus Polen und Deutschen gemischt. Die verherrschende Sprache ist die deutsche, doch last es die Mundart erkennen, das fruher mehr polnisch gesprochen wurde traduzido “Em termos de ancestralidade, a população consiste em poloneses e alemães. A língua dominante é o alemão, mas também existe um dialeto, anteriormente a população falava mais polonês”.
Em 1910, 414 habitantes falavam polonês, 184 polonês e alemão, enquanto 3 046 pessoas falavam apenas alemão. Nas eleições municipais de novembro de 1919, nenhuma lista polonesa foi emitida. Durante o plebiscito da Alta Silésia de 1921, a cidade tinha 2 789 habitantes (incluindo 1 076 emigrantes) com direito a voto. Trinta e quatro pessoas votaram a favor de permanecer na Polônia e 2 684 na Alemanha. Durante 3ª Revolta da Silésia, comandos do Grupo Wawelberg explodiram uma ponte ferroviária perto de Wołczyn como parte da Operação “Pontes”. A cidade estava fora da área de combates armados diretos.
Os alemães foram expulsos da cidade em 21 de janeiro de 1945 pelas unidades da 95.ª Divisão de Infantaria de Guarda do 32.º Corpo de Infantaria de Guarda do 5.º Exército de Guarda da 1.ª Frente Ucraniana. Seis soldados soviéticos morreram durante as lutas (para homenageá-los, um Monumento da Gratidão foi erguido após a guerra na então Praça do Exército Vermelho).

Linha do tempo

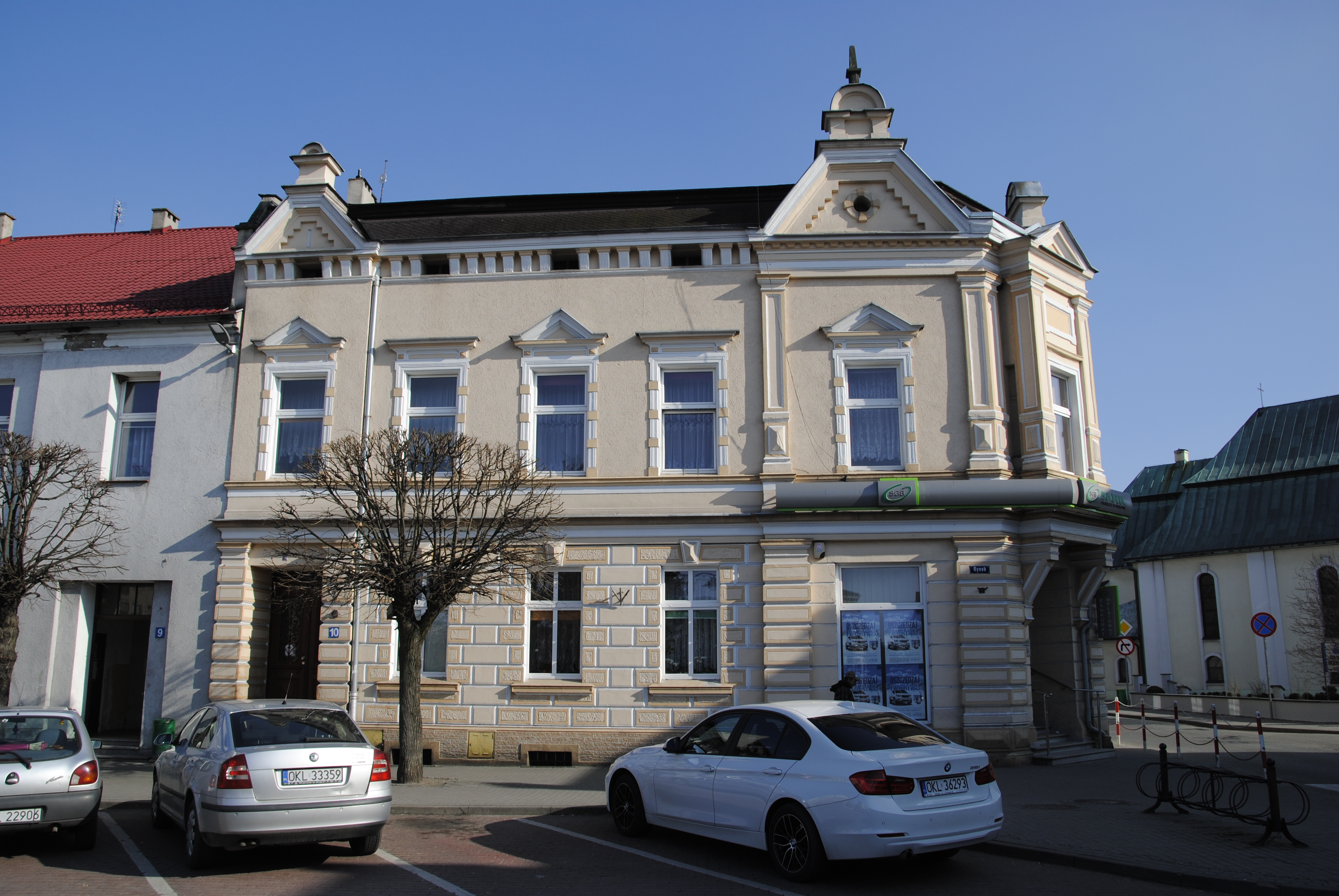
Casa n.º 10 na praça principal

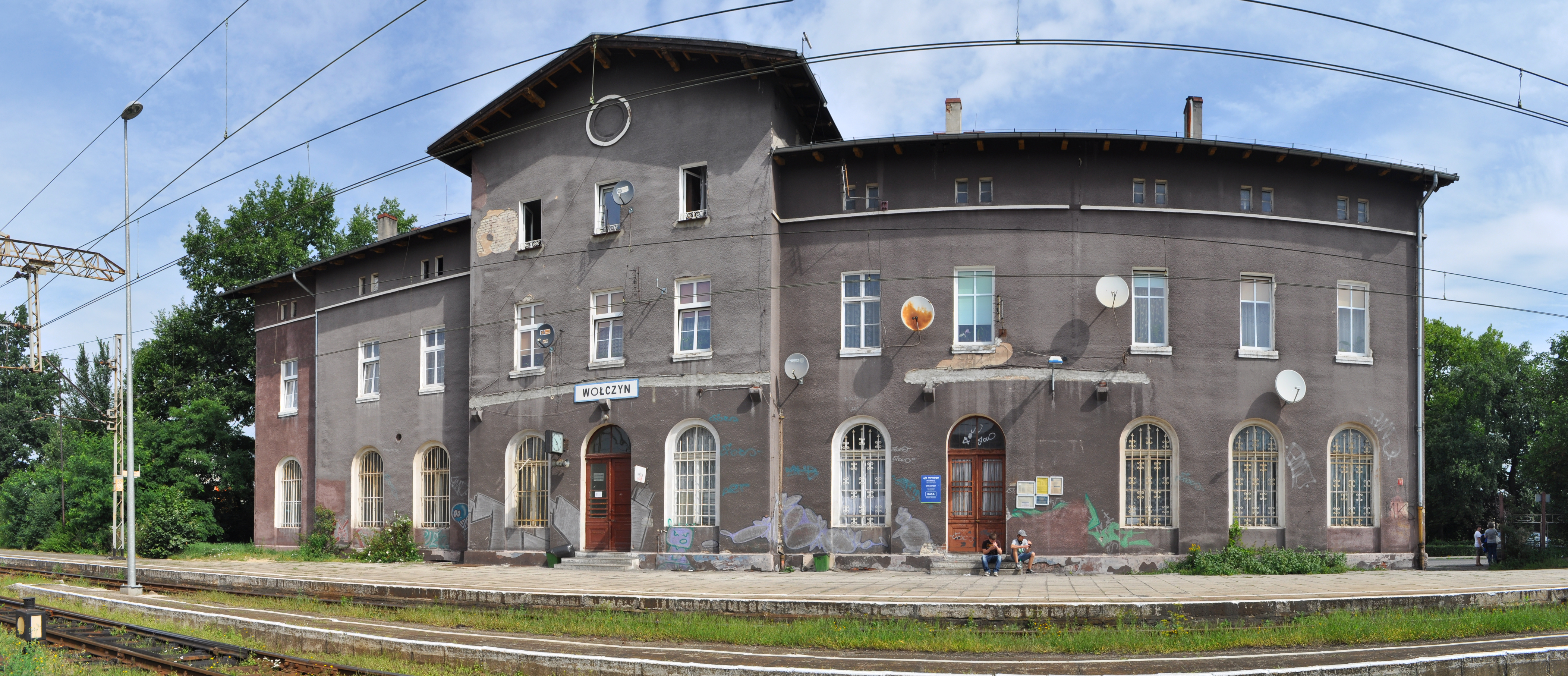
Estação ferroviária em Wołczyn

- 1248–1294 — Wołczyn pertence ao Ducado de Breslávia
- 1261 — fundação da cidade
- 1294–1312 — Wołczyn pertence ao Ducado de Głogów
- 1312 — a cidade pertencente ao Ducado de Namysłowski
- 1320–1343 — a cidade é propriedade do Ducado de Oleśnica
- 1323-1327 — uma cidade no feudo da Coroa tcheca
- 1343–1436 — o príncipe Ludwik de Brzeg assume as terras e aldeias pertencentes a Wołczyn
- 1436 — Wołczyn está novamente sob o governo do Ducado de Oleśnica
- 1526 — a cidade está sob o domínio dos Habsburgos austríacos
- 1742 — Wołczyn nas fronteiras da Prússia
- 1820 — a cidade é incorporada à regência de Opole
- 1868 — em 1 de outubro, a ferrovia entra em operação
- 1945 — a cidade é incorporada à Polônia

## Demografia
Conforme os dados do Escritório Central de Estatística da Polônia (GUS) de 31 de dezembro de 2024, Wołczyn é uma cidade pequena com uma população de 5 300 habitantes (25.º lugar na voivodia de Opole e 549.º na Polônia), tem uma área de 7,5 km² (33.º lugar na voivodia de Opole e 738.º lugar na Polônia) e uma densidade populacional de 710 hab./km² (15.º lugar na voivodia de Opole e 459.º lugar na Polônia). Nos anos 2002-2024, o número de habitantes diminuiu 15,8%.
Os habitantes de Wołczyn constituem cerca de 8,70% da população do condado de Kluczbork, constituindo 0,57% da população da voivodia de Opole.
| Descrição                         | Total      | Total   | Mulheres   | Mulheres | Homens     | Homens  |
| --------------------------------- | ---------- | ------- | ---------- | -------- | ---------- | ------- |
| unidade                           | habitantes | %       | habitantes | %        | habitantes | %       |
| população                         | 5 300      | 100     | 2 731      | 51,5     | 2 569      | 48,5    |
| superfície                        | 7,5 km²    | 7,5 km² | 7,5 km²    | 7,5 km²  | 7,5 km²    | 7,5 km² |
| densidade populacional (hab./km²) | 710        | 710     | 365,7      | 365,7    | 344,3      | 344,3   |

## Monumentos históricos

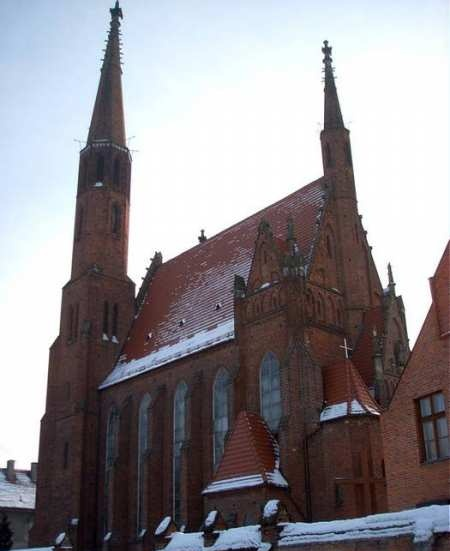
Igreja da Bem-Aventurada Virgem Maria da Imaculada Conceição

Estão inscritos no registro provincial de monumentos:
- Cidade Velha, inserida no livro de registro
- Igreja filial de Santa Teresa de Lisieux, de 1770–1799, século XIX
- Cemitério judeu, as lápides mais antigas datam do século XIX e início Do século XX, rua Byczyńska
- Parque municipal, de meados do século XIX
- Casa, rua Kluczbourska 2, do século XIX
- Casas, rua Powstańców 12, 13, 14, do século XIX

Outros monumentos:
- Igreja paroquial da Bem-Aventurada Virgem Maria da Imaculada Conceição, neogótica de 1859 a 1861
- Igreja evangélica, originalmente antiga luterana de 1848
- Castelo de água, do início do século XX

## Clima
Em Wołczyn, o clima é quente e temperado. A precipitação é significativa na cidade de Wołczyn, mesmo durante os meses de seca. A área é classificada como “Cfb” pela Köppen e Geiger. 9,6° C. é a temperatura média. Tem uma pluviosidade média anual de 712 mm. 20.0° C. é a temperatura média do mês de julho, o mês mais quente do ano. Em janeiro, a temperatura média é -1.3° C.
A diferença entre a precipitação do mês mais seco e do mês mais chuvoso é de 56 mm. Ao longo do ano, as temperaturas variam 21,3° C. O menor valor de umidade relativa é medido em junho (64,14%). A umidade relativa é mais alta em novembro (83,63%). Em média, abril (9,53 dias) tem os dias menos chuvosos. O mês com os dias mais chuvosos é julho (13,47 dias).
Wołczyn está no hemisfério norte. O verão começa aqui no final de junho e termina em setembro.

## Preservação da natureza
Duas reservas naturais foram criadas na comuna de Wołczyn: “Komorzno” — uma área florestal de 3,7 hectares, incluindo um estrato arbóreo de faias de 5 anos com as características da floresta de faias da Pomerânia com uma mistura de carvalhos, carpinos, pinheiros e abetos e a reserva “Krzywiczyny” — uma área florestal de 19,7 hectares, com um pinhal de 170 anos com uma mistura de abetos e carvalhos de diferentes idades.
A atratividade dessas florestas é confirmada por 28 monumentos naturais registrados. Os mais valiosos são: povoamento de abetos de 126 anos com uma mistura de abetos, lariços e pinheiros, povoamentos de lariços de 136 anos com uma mistura de abetos e pinheiros, sendo uma área de pesquisa e experimental, um estrato arbóreo de freixos de 136 anos com uma mistura de carvalhos, faias e amieiros. Além disso, existem outros monumentos naturais na comuna: uma avenida de carvalhos ingleses nas terras da aldeia de Gierałcice, com idades entre 60–270 anos; tílias em Duczów Wielki com 170 anos, carvalho-roble com 270 anos — peculiaridade: cultivados juntos por mais de 150 anos: faia-europeia em Komorzno com 320 anos: bloco errático em Wierzbica Dolna — um bloco de granito escandinavo (na estrada de Wierzbica Górna para Włochy).

## Cultura
Desde 1980, o Conjunto de Música e Dança “Modrzewiacy” atua no Centro Cultural de Wołczyn. No Centro Cultural de Wołczyn também acontecem: oficinas de arte, círculo gráfico, seção acústica, círculo de poesia cantada, círculo de fotografia, círculo de xadrez, aulas de teclado, piano e violão.
Desde 1994, todos os anos em julho, a cidade de Wołczyn acolhe o “Encontro Juvenil” — um encontro organizado pela Ordem dos Capuchinhos, que atrai cerca de mil jovens de toda a Polônia. O programa da reunião inclui concertos de músicas cristãs, conferências, reuniões de grupo e workshops.

## Comunidades religiosas

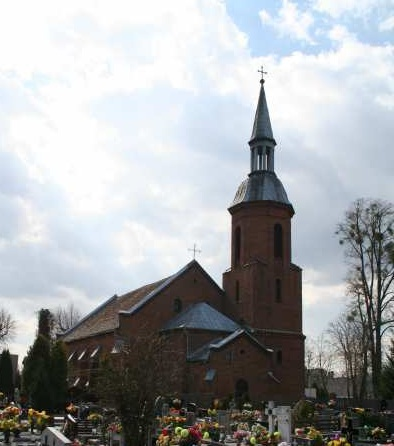
Igreja Evangélica de Augsburg

Wołczyn é uma cidade com tradições protestantes. As seguintes organizações religiosas realizam atividades na cidade:
Igreja Evangélica de Augsburg:
- Paróquia, praça Wolności 5[30]

Igreja Católica na Polônia
- Paróquia da Santíssima Virgem Maria da Imaculada Conceição, rua Kościelna 2[31]

Igreja Pentecostal:
- Igreja, rua Kluczborka 31A[32]

Testemunhas de Jeová:
- Igreja Wołczyn-Dąbrówka (Salão do Reino, rua Fabryczna 4)